# Chutnovka
Chutnovka je vesnice, část obce Mírová pod Kozákovem v okrese Semily. Nachází se asi jeden kilometr jižně od Mírové pod Kozákovem.
Chutnovka leží v katastrálním území Sekerkovy Loučky o výměře 5,99 km².

## Historie
První písemná zmínka o vesnici pochází z roku 1403.

## Galerie

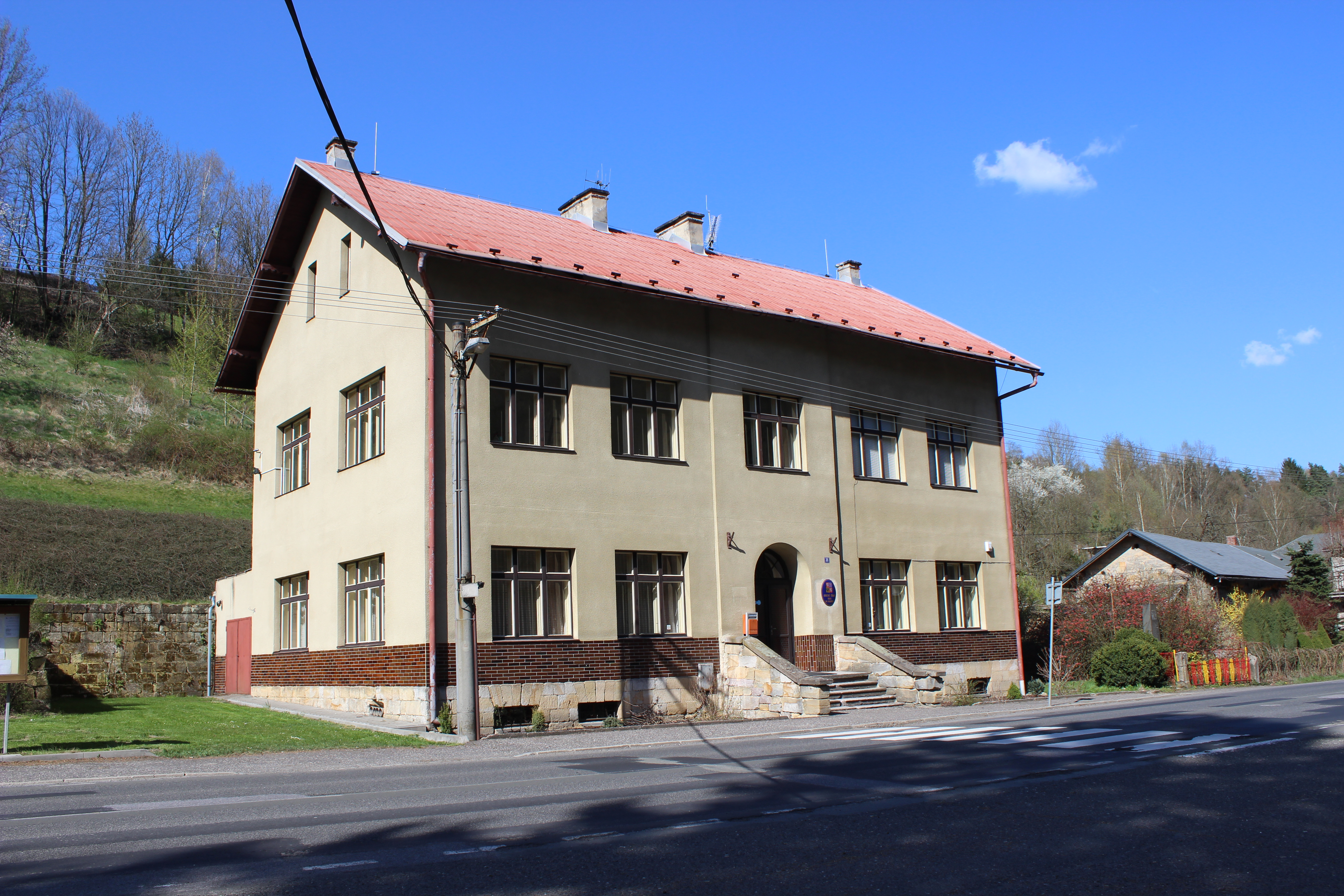
Na území vesnice stojí obecní úřad Mírové pod Kozákovem
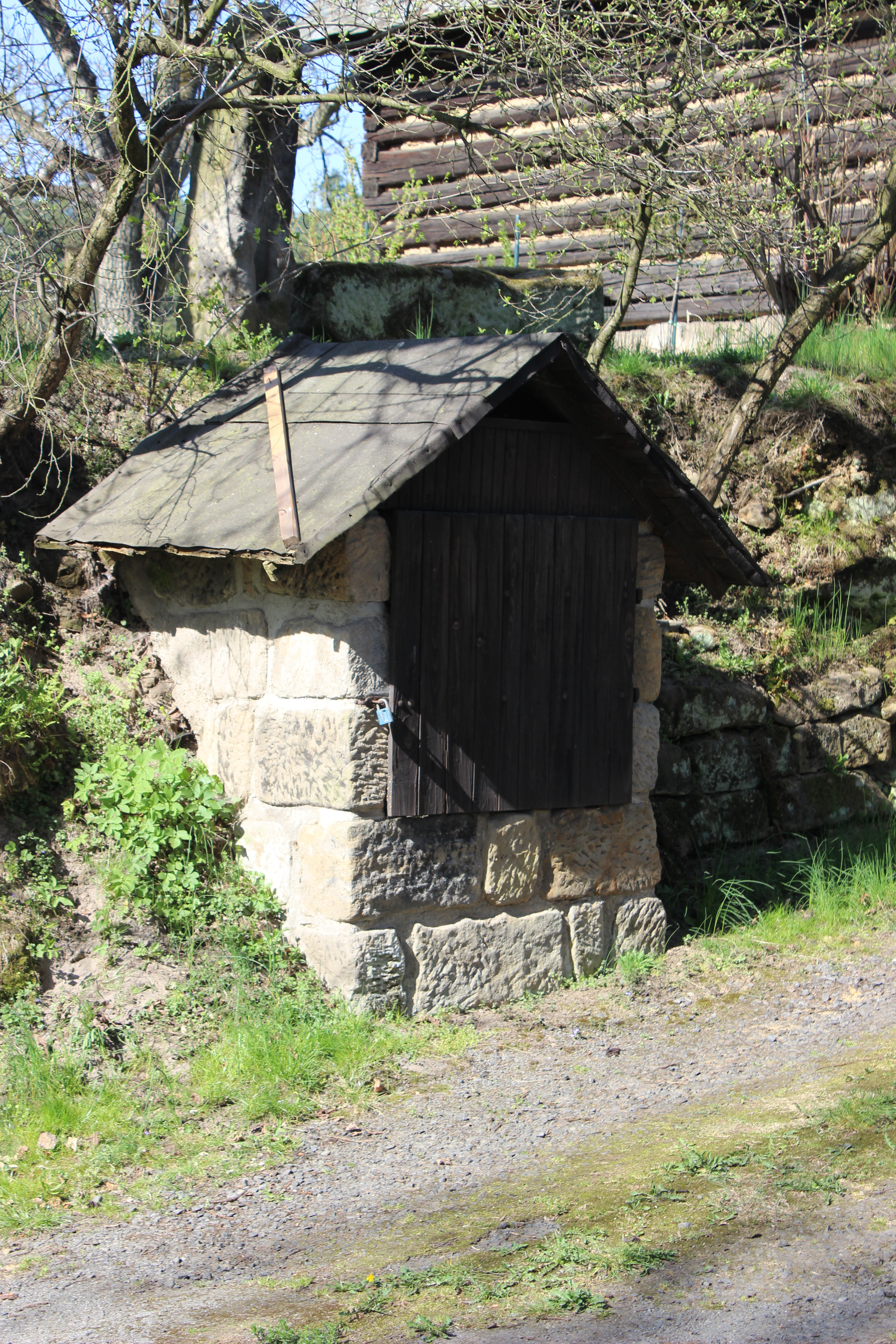
Zakrytá studánka
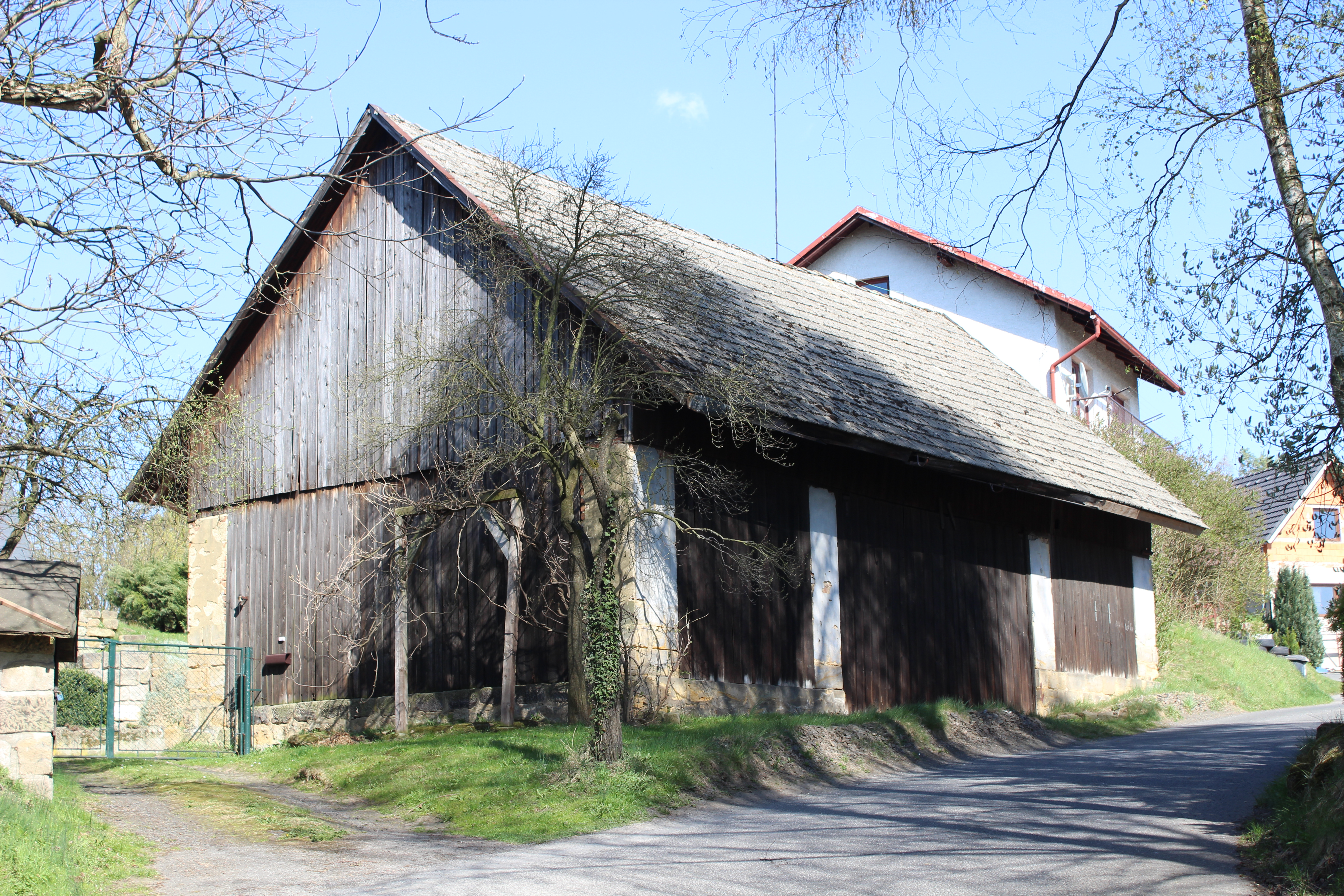
Místní stodola